# Eday
Eday est une île du Royaume-Uni située en Écosse, dans les Orcades.
Elle est baignée par The North Sound au nord, le détroit d'Eday à l'est, le Stronsay Firth au sud ainsi que le Westray Firth, la baie de Fersness et le détroit de Faray à l'ouest. Elle est entourée par de nombreuses îles dont les plus grandes sont Westray au nord-ouest, Sanday au nord-est, Stronsay au sud-est Shapinsay au sud et Rousay au sud-ouest. De forme allongée dans le sens nord-sud, elle culmine à 101 mètres d'altitude au Ward Hill situé dans le sud de l'île. Au recensement de 2001, l'île comptait 121 habitants principalement regroupés dans le village de Calfsound dans le nord de l'île, face à l'île de Calf of Eday, le long du détroit de Calf. L'île compte plusieurs routes dont la principale qui relie, via l'aéroport situé dans le centre de l'île, Calfsound à l'embarcadère situé dans le sud de l'île et qui permet de gagner Sanday, Mainland et les Shetland par ferry.

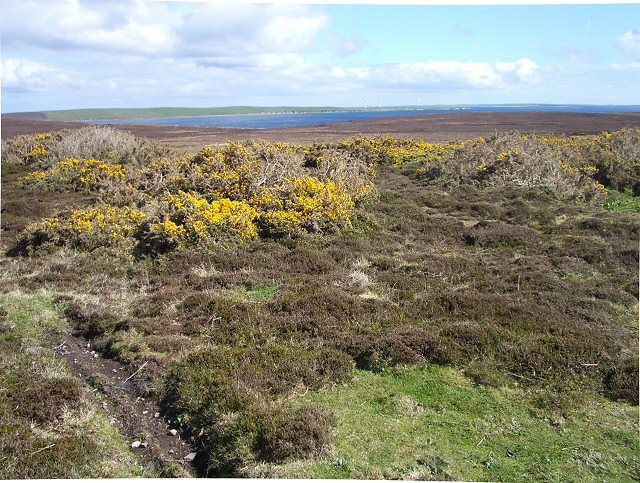
Paysage d'Eday avec le détroit d'Eday et Sanday dans le lointain.